# Ilchester, Maryland
Ilchester, Maryland (енгл. Ilchester) насељено је место без административног статуса у америчкој савезној држави Мериленд.

## Демографија
По попису из 2010. године број становника је 23.476.
| Група             | 2000.    | 2010.          |
| Белци             | 0 (0,0%) | 15.362 (65,4%) |
| Афроамериканци    | 0 (0,0%) | 2.712 (11,6%)  |
| Азијати           | 0 (0,0%) | 3.574 (15,2%)  |
| Хиспаноамериканци | 0 (0,0%) | 1.075 (4,6%)   |
| Укупно            | 0        | 23.476         |